# Xibër
Xibër è una frazione del comune di Klos in Albania (prefettura di Dibër).
Fino alla riforma amministrativa del 2015 era comune autonomo, dopo la riforma è stato accorpato, insieme agli ex-comuni di Klos, Suç e Gurrë a costituire la municipalità di Klos.

## Località
Il comune è formato dall'insieme delle seguenti località:
- Xiber-Murriz
- Petralbe
- Shkalle
- Xiber-Hane
- Gur i Bardhe
- Ket